# (28480) Seojinyoung
(28480) Seojinyoung est un astéroïde de la ceinture principale d'astéroïdes.

## Description
(28480) Seojinyoung est un astéroïde de la ceinture principale d'astéroïdes. Il fut découvert le 2 février 2000 à Socorro (Nouveau-Mexique) par le projet LINEAR. Il présente une orbite caractérisée par un demi-grand axe de 2,37 UA, une excentricité de 0,18 et une inclinaison de 1,9° par rapport à l'écliptique.

## Compléments